# Брюнелль, Флоренс
Флоренс Брюнелль (фр. Florence Brunelle; род. 20 декабря 2003, в Труа-Ривьере, провинция Квебек, Канада) — канадская шорт-трекистка, двукратная чемпионка мира 2025 года, участница зимних Олимпийских игр 2022 года.

## Спортивная карьера
Флоренс Брюнелль начала кататься на коньках в возрасте 7-ти лет в Труа-Ривьере, она также с детства играла в футбол высокого уровня и выступала за провинциальную команду Квебека. В марте 2017 года выиграла в общем зачёте чемпионат Квебека среди девочек до 14 лет, а в 2018 году сделала операцию на колене, что привело к восьми месяцам реабилитации. В марте 2019 года заняла 6-е место в общем зачёте на юниорских отборах в Канаде, а затем заняла 2-е место в общем зачете на чемпионате Канады среди юниоров в ноябре 2019 года.
В январе 2020 года на юношеских Олимпийских играх в Лозанне выиграла две бронзы на дистанциях 500 и 1000 метров. В начале февраля Флоренс участвовала в юниорском чемпионате мира в Бормио, где завоевала две серебряные медали в беге на 500 и 1500 метров и заняла 10-е место на дистанции 1000 метров. В марте 2020 года все соревнования были отменены из-за пандемии коронавируса COVID-19.
В марте 2021 года на чемпионате мира в Дордрехте Брюнелль заняла 9-е место в беге на 500 м и 10-е в беге на 1500 м, а в общем зачёте стала 14-й. В августе она заняла 3-е место в общем зачёте на чемпионате Канады и одержала победы на дистанциях 1000 и 1500 метров. В октябре дебютировала на Кубке мира сезона 2021/22 и завоевала серебряные медали в женской и смешанной эстафетах на этапе в Дебрецене и в женской эстафете в Дордрехте.
Брюнелль прошла квалификацию на олимпиаду и в 5 февраля 2022 года на зимних Олимпийских играх в Пекине заняла 6-е место в смешанной эстафете, а 7 февраля в беге на 500 м заняла 19-е место. В марте на юниорском чемпионате мира в Гданьске Брюнелль выиграла три золотых медали на дистанциях 500 м, 1000 м и в эстафете.